# 普莱森特格罗夫斯 (阿拉巴马州)
普莱森特格罗夫斯（英文：Pleasant Groves），是美国阿拉巴马州下属的一座城市。面积约为3.65平方英里（约合9.44平方公里）。根据2010年美国人口普查，该市有人口420人，人口密度为115.19/平方英里（约合44.49/平方公里）。